# Montse Pla
Montserrat Pla Navarro (Madrid, 1979) es una actriz española con ascendencia de Guinea Ecuatorial. Es hija adoptiva de la actriz Beatriz Carvajal. 

## Biografía
Montserrat Pla Navarro nació en 1978, primero estuvo en acogida y luego fue adoptada a los 9 años por la actriz Beatriz Pla Navarro (alias Beatriz Carvajal), tiene otra hermana adoptiva llamada Nisma. Aunque desde niña quiso dedicarse a la actuación y comenzó con pequeños papeles en la adolescencia, su madre insistió en que además estudiara en una carrera, licenciándose en Ciencias de la Comunicación, en la rama de Imagen y Sonido. 

## Filmografía

### Series de TV
- La guardería (1993)
- La casa de la guasa (1994)
- Policías, en el corazón de la calle (2001)
- Compañeros (2001-2002)
- Hospital Central (2004)
- Los simuladores (2006)
- Ellas y el sexo débil (2006)
- Cuenta atrás (2007)
- Rocío, casi madre (2007)
- Arrayán (2007)
- La que se avecina (2011)
- Amar en tiempos revueltos (2011)
- El don de Alba (2013)
- Retorno a Lílifor (2015)
- Seis hermanas (2016)
- Derecho a soñar (2019)
- Diarios de la cuarentena (2020)

### Películas
- Escenes d'una orgia a Formentera (1996)
- La monja (2005)
- ¡Goool! (2005)
- La caja Kovak (2006)
- ¡Goool 2! Viviendo el sueño (2007)
- Sicarivs: La noche y el silencio (2015)
- Marisa en los bosques (2017)
- Ola de crímenes (2018)
- Lo nunca visto (2019)
- Vampus Horror Tales (2020)

### Cortos
- Sueño de una mujer despierta (2003)
- Nada que decir (2012)
- Aunque te rías de mí (2013)
- The Beginning (2016)